# Isotoon (oplossing)

1: Links een hypotone oplossing, rechts een hypertone oplossing.
2: Een isotone oplossing.

Isotoon (letterlijk gelijke druk) verwijst naar een oplossing waarvan het aantal opgeloste deeltjes per liter gelijk is aan die van een andere oplossing.
Gerelateerde termen zijn hypotoon (lagere druk) en hypertoon (hogere druk).
De druk waarnaar deze termen verwijzen is de osmotische druk.
Isotone oplossingen worden in ziekenhuizen gebruikt als infuus. Zo is een infuus waarmee water en zout in het lichaam worden aangevuld een isotone zoutoplossing, zogenaamd fysiologische zoutoplossing (0,9% bij gewicht). Geeft men hiervan echter meer dan een liter per dag, dan treedt een zoutoverbelasting op (meer dan 9 gram NaCl per dag). Met een isotone suikeroplossing (glucose) kan effectief alleen water worden gegeven, omdat de suiker door het lichaam wordt gemetaboliseerd.
Ook zijn isotone oplossingen van voornamelijk suikers in omloop als sportdrank, omdat door het isotone karakter de suikers sneller zullen worden opgenomen in het bloed.